# Amrit Kaur (politikus)
Rádzskumári Amrit Kaur (Lakhnau, Uttar Prades, 1889. február 2. – Delhi, 1964. október 2.) indiai keresztény politikusnő.

## Élete
Harnám Szinhnek, a kapúrthalai maharadzsa második fiának lánya volt. Angliában magániskolákba járt, és korai életkorában találkozott az indiai függetlenségi mozgalom vezető politikusaival, például Mohandász Karamcsand Gandhival és Motilál Nehruval. Apja lakhelyén, Simlában Harnám Szinh tanácsát kérték, aki áttért a kereszténységre.
Az Angliában képzett és a sportban is sikeres hercegnő később tizenhat évre Gandhi egyik titkára lett, és végül tanácsadója is, különösen a nők választójogának és egyenlőségének kérdésében. Ezekkel a témákkal kapcsolatos ötleteit olyan könyvekben tette közzé, mint a Felszólítás a nőkhöz és a Nőkért. Társalapítója lett az Indiai Nemzeti Kongresszus (INC) All-Indian Women Committee-nek.
India függetlenné válása az Egyesült Királyságtól (1947. augusztus 15-e) után kezdte politikai karrierjét, amikor Dzsaváharlál Nehru miniszterelnök kinevezte India első tizenkét tagú kormányába, amelyben 1957-ig egészségügyi miniszter volt. Mint ilyen, 1950-től az Egészségügyi Világszervezet (WHO), az Egészségügyi Világgyűlés elnöke is volt. 1951 és 1957 között kommunikációs miniszter is volt Nehru kabinetjében.
A kormány elhagyása után, 1957-től haláláig a Lordok Házának (Rádzsja Szabha) tagja volt.

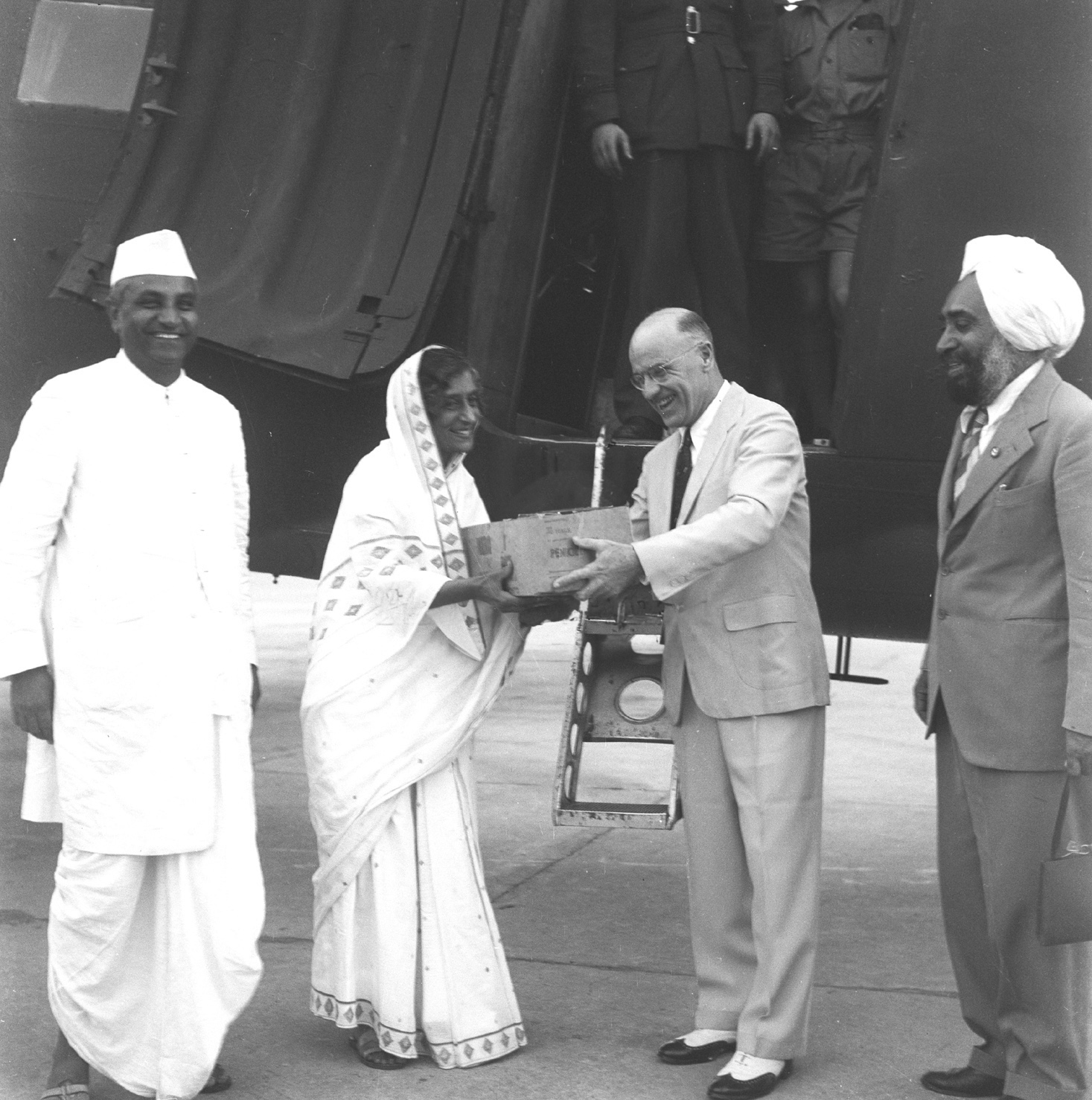
93 adag penicillinadomány a Kanadai Vöröskereszt részéről, Új-Delhi, 1947. október 17.

## Fordítás
- Ez a szócikk részben vagy egészben  az   Amrit Kaur című német Wikipédia-szócikk ezen változatának fordításán alapul.  Az eredeti cikk szerkesztőit annak laptörténete sorolja fel. Ez a jelzés csupán a megfogalmazás eredetét és a szerzői jogokat jelzi, nem szolgál a cikkben szereplő információk forrásmegjelöléseként.